# Бандо Цумасабуро
Цумасабу́ро Ба́ндо  (яп. 阪東 妻三郎 Bandō Tsumasaburō) ; скорочено Банцума, справжнє ім'я Денкі́ті Таму́ра  (яп. 田村 傳吉, 14 грудня 1901, Токіо, Японія — 7 липня 1953, Кіото, Японія)  — японський театральний та кіноактор, відомий передусім як виконавець ролей в історичних фільмах жанру «тямбара».

## Біографія
Цумасабуро Бандо народився 14 грудня 1901 року в Токіо, Японія. Творчу діяльність почав у 1916 році в театрі Кабукі. У 1924 році дебютував як кіноактор у фільмі режисера Масахіро Макіно «Тінь», ставши згодом зіркою японської «історичної драми» (дзідайгекі).
Творчість Цумасабуро Бандо сприяла розвитку японського історичного фільму. Він знімався в історичних фільмах жанру «тямбара», насичених фехтувальними сценами, динамічними епізодами кривавих битв, гонитви, військових змагань. У фільмах «Примара» (1925), «Змій» (1926), «Привал самураїв» (1928), «На пласі» (1929), в трисерійному бойовику режисера Дайсуке Іто «Щоденник подорожі Тюдзі» (1927) Бандо створив різні варіанти образу безстрашного, рішучого, підступного і жорстокого роніна (бродячого самурая), що продає свій меч великим феодалам. Незважаючи на наявність у творчості Цумасабуро Бандо мотивів засудження багатих феодалів, співчуття трудящим, його герої пропагували так званий кодекс «бусідо» — феодальну систему моралі та військової доблесті.
У 1925 році Цумасабуро Бандо організував власну кінокомпанію «Банцума про».
Найкраща роль Бандо в звуковому кіно — рикша Мацугоро у фільмі Хіросі Інагакі «Життя Мухомацу» (1943). Ця роль стала кращою в акторському доробку Бандо. Виконуючи роль рикші, він наділив свого героя гордістю, яка не поступається самураєвій, що було новаторством, оскільки до цього подібні якості не асоціювалися з представниками нижчих класів. І хоча Х. Інагакі в 1958 році одержав на Венеційському міжнародному кінофестивалі Великий приз за ремейк цієї стрічки з Тосіро Міфуне в головній ролі, гра цього актора не йшла ні в яке порівняння з виконанням Бандо.
На пізньому етапі творчої кар'єри Бандо прославився завдяки в комедійних дзідайгекі студії «Сьотіку», в яких часто зображував хороброго, але добросердого самурая. Загалом він знявся у понад 100 фільмах.

## Особисте життя
Цумасабуро Бандо є батьком кінематографістів Такахіро Тамури (1928—2006), Масакадзу Тамури (нар. 1943), Рьо Тамури (нар. 1946), Ясухіро Мінакамі (поза шлюбом), дід актора Кодзі Тамури.

## Фільмографія (вибіркова)
| Рік  |   | Українська назва        | Оригінальна назва                | Роль               |
| ---- | - | ----------------------- | -------------------------------- | ------------------ |
| 1923 | ф | Тінь                    |                                  |                    |
| 1923 | ф |                         | Tenjiku Tokubei                  | Міцунарі Ісіда     |
| 1924 | ф |                         | Kobotoke shinjû                  | Шийоші             |
| 1924 | ф |                         | Yuki no tôge                     |                    |
| 1924 | ф |                         | Yume kara yume                   | Йимбей Оя          |
| 1924 | ф | Проти течії             | Gyakuryû                         | Мікаавро Нанджо    |
| 1925 | ф | Примара                 |                                  |                    |
| 1925 | ф |                         | Rakka no mai: Kôhen              | Тецутаро Ямаока    |
| 1925 | ф |                         | Sannin shimai: chuhen            |                    |
| 1925 | ф |                         | Sannin shimai: ippen             |                    |
| 1925 | ф |                         | Sannin shimai: sanpen            |                    |
| 1925 | ф | Змій                    | Orochi                           | Гейсабуро Курітомі |
| 1926 | ф | Поєдинок на перехресті  |                                  |                    |
| 1926 | ф |                         | Star ôkoku                       |                    |
| 1927 | ф | Щоденник подорожі Тюдзі | Chuji Tabinikki Daisanbu Goyohen |                    |
| 1928 | ф | Рюма Сакамото           | Sakamoto Ryôma                   |                    |
| 1928 | ф | Привал самураїв         |                                  |                    |
| 1929 | ф | На пласі                |                                  |                    |
| 1937 | ф |                         | Chikemuri Takadanobaba           | Ясубей Накаяма     |
| 1938 | ф |                         | Akagaki Genzo                    | Генцо Акаґакі      |
| 1938 | ф |                         | Yami no kageboshi                |                    |
| 1939 | ф |                         | Tsubanari ronin                  |                    |
| 1943 | ф | Життя Мухомацу          | Muhomatsu no issho               | Мацугоро           |
| 1944 | ф | Вогняні знаки Шанхаю    | Noroshi wa Shanghai ni agaru     | Шинкисакі Такасґі  |
| 1945 | ф |                         | Tôkai suikoden                   | Джироко Шимідзу    |
| 1949 | ф | Дірявий барабан         | Yabure-daiko                     | Гунпей Цуда        |
| 1951 | ф |                         | Inazuma sôshi                    | Матаджуро Аріма    |
| 1951 | ф |                         | Oboro kago                       |                    |
| 1951 | ф | П'ятеро з Едо           | Oedo go-nin otoko                | Чобей              |